# كيمبيتاي
 و Kenpeitai (憲兵隊، "Military Police Corps") ذراع الشرطة العسكرية للجيش الإمبراطوري الياباني في الفترة من 1881 إلى 1945. كان كل من الشرطة العسكرية التقليدية وقوة الشرطة السرية. وفي المناطق التي تحتلها اليابان، اعتقل الكينبيتاي أيضًا أولئك الذين يشتبه في كونهم معاديين لليابانيين. بينما كان جزءًا من الجيش من الناحية المؤسساتية، قام كينبيتاي أيضًا بمهام الشرطة العسكرية التابعة للبحرية الإمبراطورية اليابانية تحت إشراف وزير الأدميرالية (على الرغم من أن شبكة الصحفيين الدوليين كانت لها توكيتايي الصغيرة الخاصة بها)، وهي وظائف الشرطة التنفيذية التابعة بتوجيه من وزير الداخلية والشرطة القضائية تحت إشراف وزير العدل. كان يسمى أحد أعضاء السلك كينيبي (憲 け ん ん 兵 い).

## التاريخ

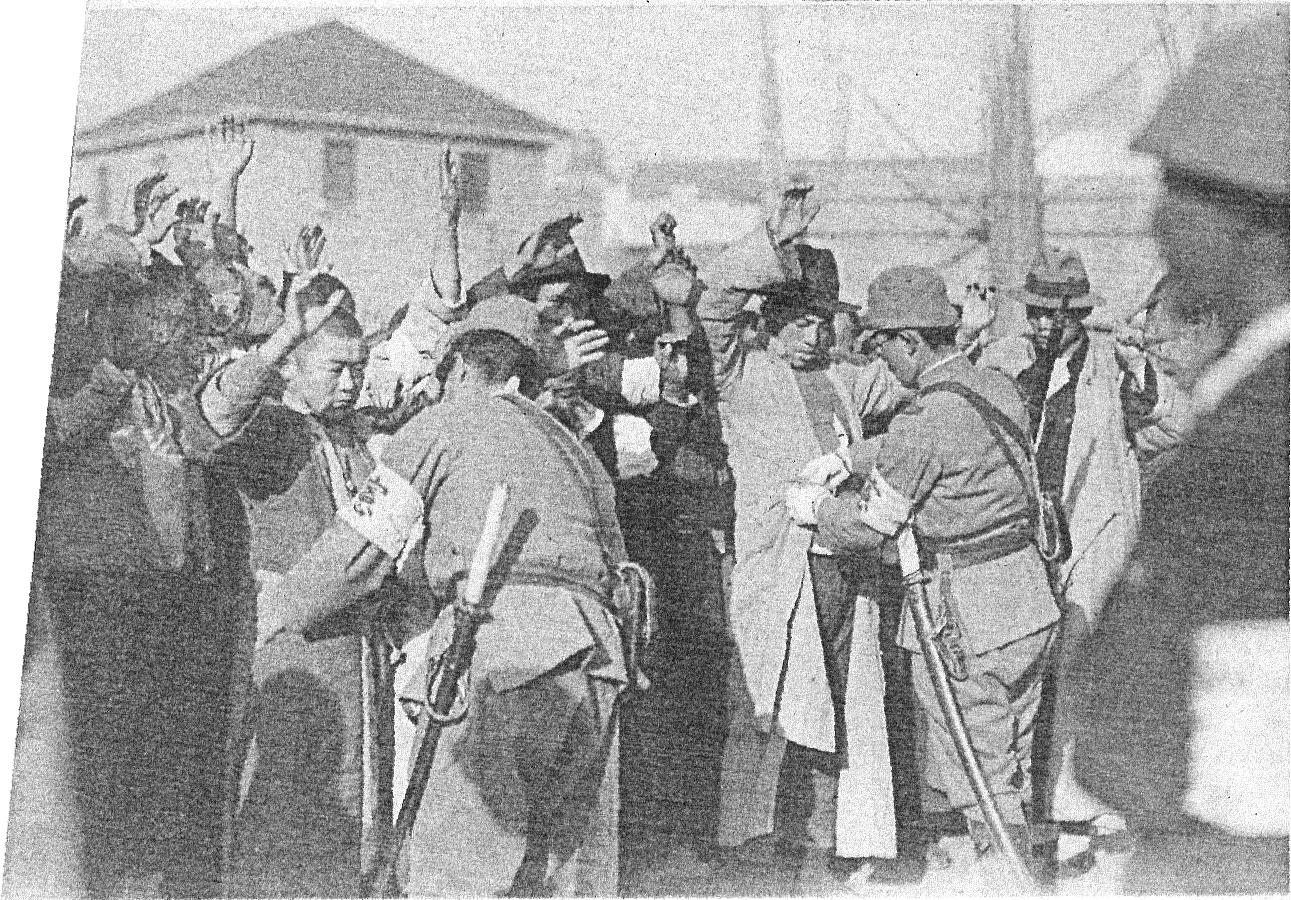
كينيبي يفتش الجنود الصينيين الأسرى بعد سقوط نانكينغ

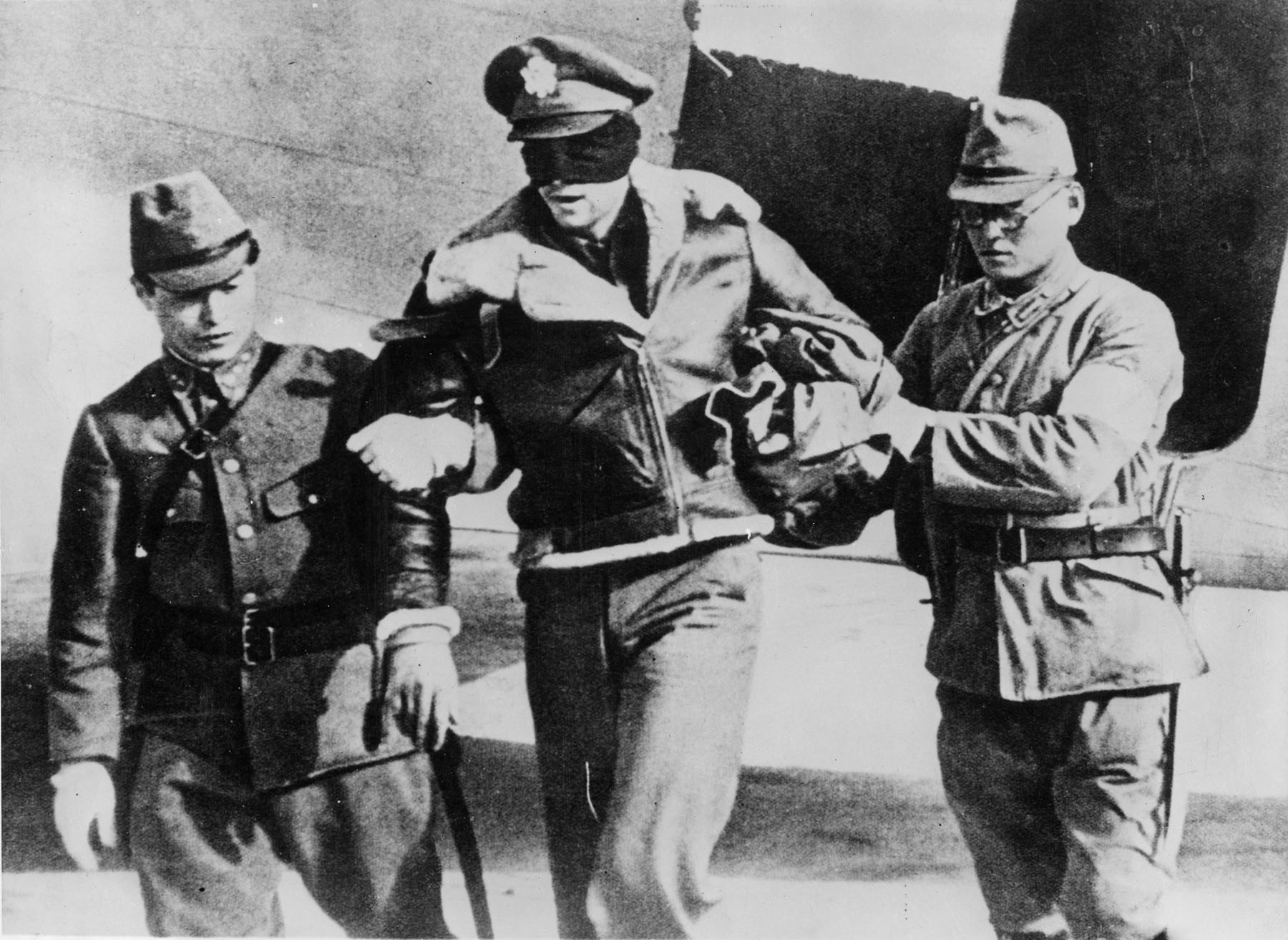
غارة دوليتل، الملازم روبرت في سلاح الجو في الجيش الأمريكي.

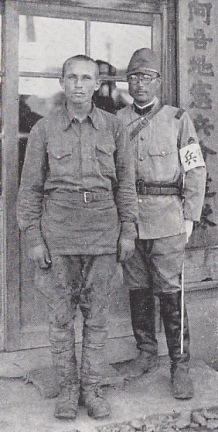
عضو من الكينبيتاي مع جندي سوفيتي أسير بعد معركة بحيرة خاسان

تم تأسيس كيمبيتاي في عام 1881 بموجب مرسوم يسمى Kenpei Ordinance (憲兵条例) ، مجازي «المقالات المتعلقة بالدرك». كان نموذجها هو الدرك الفرنسي. تم تحديد تفاصيل وظائف الشرطة والتنفيذ والقضاة في كيمبيتاي من قبل كينبي ري لعام 1898،  والذي تم تعديله ستة وعشرين مرة قبل هزيمة اليابان في أغسطس 1945.
في عام 1907، طُلب من كيمبيتاي الذهاب إلى كوريا  حيث تم تعريف واجبهم الرئيسي قانونًيا على أنه «الحفاظ على السلام»، على الرغم من أنه كان يعمل أيضًا كشرطة عسكرية للجيش الياباني المتمركز هناك. ظل هذا الوضع على حاله بشكل أساسي بعد ضم اليابان لكوريا في عام 1910.